# АБ ИнБев Эфес
AB InBev Efes (АО «АБ ИнБев Эфес») — российская пивоваренная компания, созданная в результате объединения активов AB InBev и Anadolu Efes на территории России. Полное наименование — Акционерное общество «АБ ИнБев Эфес» (зарегистрирована в городе Клин Московской области). Штаб-квартира — в Москве. В 2019 году стала самым крупным производителем пива в России с долей рынка 28%.

## История
В 1999 году создан холдинг «САН Интербрю» (SUN Interbrew) в который вошли два крупных производителя пива: «САН Брюинг» (SUN Brewing) и «Интербрю» (Interbrew).
Открытое акционерное общество «САН Интербрю» (ИНН 5020037784) зарегистрировано 2 марта 2004 года, образовано путём слияния ОАО «Объединённые пивоваренные заводы», ОАО «Объединённые заводы Сан Интербрю», ОАО «Поволжье», ЗАО «Стар дистрибьюшн компани», ОАО «Пермская пивоваренная компания», ЗАО «Ивановская пивоваренная компания», ЗАО «Комбинат напитков».
28 августа 2006 года ОАО «САН Интербрю» приняло решение изменить фирменное наименование компании на ОАО «САН ИнБев».
29 декабря 2006 года в состав ОАО «САН ИнБев» вошло ЗАО «Интербир».
В 2009 году ОАО «САН ИнБев» закрыл завод в Санкт-Петербурге.
В августе 2012 года ОАО «САН ИнБев» объявило о прекращении розлива пива на мощностях Курского филиала. 
В июне 2013 года ОАО «САН ИнБев» закрыло завод в Новочебоксарске.
В марте 2014 года ОАО «САН ИнБев» объявило о прекращении деятельности Пермского пивоваренного завода.
В октябре 2014 года ОАО «САН ИнБев» закрыло завод в Ангарске.
30 марта 2018 года концерн Anheuser-Busch InBev (AB InBev) и Anadolu Efes, лидер на рынке Турции, завершили слияние бизнесов на территории России и Украины в равных долях. На момент объявления о сделке, по данным Nielsen, AB InBev занимала 12,2 % российского пивного рынка, Anadolu Efes — 15 %. У них 11 пивоваренных заводов в России (во Владивостоке, Волжском, Иваново, Казани, Калуге, Клину, Новосибирске, Омске, Саранске, Ульяновске, Уфе) и 3 — на Украине (в Чернигове, Николаеве, Харькове).
1 марта 2019 года в состав ОАО «САН ИнБев» вошло АО «Пивоварня Москва-Эфес». ОАО «САН ИнБев» было переименовано в АО «АБ ИнБев Эфес».
4 августа 2022 года компания сообщила, что наладила выпуск на территории России пива ряда иностранных брендов - Spaten и Franziskaner. Отмечается, что теперь локализованные бренды производятся на заводах в Ульяновске, Калуге, Омске, Волжском, Саранске, Клину и Иванове.
Бельгийская AB InBev решила уйти из России в апреле 2022 года. 7 августа 2024 года Правительственная комиссия по контролю за осуществлением иностранных инвестиций не одобрила сделку Efes Breweries International BV по покупке доли AB InBev в их совместном российском бизнесе — AB InBev Efes BV.
Указом Президента Российской Федерации от 30 декабря 2024 года № 1131 компания была передана во временное управление АО «Группа компаний Вместе», принадлежащей бизнесмену Николаю Сергеевичу Тюрникову.

## Производство
AB InBev Efes располагает в России 11 пивоваренными заводами во Владивостоке, Волжском, Иваново, Казани, Калуге, Клину, Новосибирске, Омске, Саранске, Ульяновске, Уфе и тремя солодовенными комплексами в Казани, Омске и Саранске.

## Бренды

### Глобальные
- Bud (Бад)
- Leffe (Леффе)
- Stella Artois (Стелла Артуа)

### Международные
- Amsterdam Navigator (Амстердам Навигатор)
- Beck’s (Бекс)
- Brahma (Брахма)
- Bud 66 (Бад 66)
- Bud Light (Бад Лайт)
- Efes Pilsner (Эфес Пилзнер)
- Grolsch (Гролш)
- Franziskaner (Францисканер)
- Hoegaarden (Хугарден)
- Löwenbräu (Левенбрау)
- Redd’s (Реддс)
- Spaten (нем. Spatenbräu) (Шпатен)
- Velkopopovický Kozel (Велкопоповицкий Козел)

### Национальные
- Abbe (Аббе)
- Bon Season (Бон Сизен)
- El Capulco (Эль Капулько)
- Essa (Эсса)
- Gold Mine Beer (Голд Майн Бир)
- Volt Energy (Вольт Энерджи)
- 387.Особая варка
- Белый Медведь
- Время Качества
- Жигулевское Бочковое
- Жигулевское Оригинальное
- Жигулевское Оригинальное Высшая Проба
- Золотая Бочка
- Клинское
- Сибирская Корона
- Старый Мельник
- Старый Мельник из Бочонка
- Толстяк
- Три Хмеля

### Локальные
- Gansburg (Гансбург)
- Green Bear (Грин Бир)
- Баварский Закон
- Волжанин
- Жигулевское ПМЖЛ
- Жигулевское Приморское
- Квас Крестьянский
- Квас Хлеб да Бочка
- Моя Калуга
- Пикур
- Рыцарь Приморья
- Студеное
- Т
- Хмель&Солод

### Разливное
- Abbe (Аббе)
- Bud (Бад)
- Efes Pilsner (Эфес Пилзнер)
- Franziskaner (Францисканер)
- Hoegaarden (Хугарден)
- Löwenbräu (Левенбрау)
- Spaten (Шпатен)
- Stella Artois (Стелла Артуа)
- Velkopopovický Kozel (Велкопоповицкий Козел)

## Адрес
- Юридический адрес: Московская область, г. Клин, ул. Московская, д. 28.
- Представительство в Москве: г. Москва, ул. Крылатская, д. 17, к. 1